# Brunsbüttel
Brunsbüttel là một thị xã ở huyện Dithmarschen, trong bang Schleswig-Holstein, phía bắc Đwsc. Thị xã này nằm bên cửa sông Elbe, gần Biển Bắc. Đây cũng là một trong những cửa vào kênh đào Kiel.

## Cư dân nổi bật
- Jennifer Oeser (* 1983), vận động viên điền kinh
- Karen Duve tác gia